# Scopula myrmidonata
Scopula myrmidonata là một loài bướm đêm trong họ Geometridae.